# Zeulenroda-Triebes
Zeulenroda-Triebes é uma cidade da Alemanha localizada no distrito de Greiz, estado da Turíngia.